# Islas Tres Marías
Islas Tres Marías är en ögrupp i Mexiko. Öarna ligger i bukten Bahía de La Ascensión och tillhör kommunen Felipe Carrillo Puerto i delstaten Quintana Roo, i den sydöstra delen av landet.